# Wild Card World Tour
Wild Card World Tour foi uma turnê da banda neerlandesa de metal sinfônico ReVamp, realizada para promover o álbum Wild Card (2013). A turnê teve início em 31 de agosto de 2013 em Roermond, Países Baixos, e foi responsável por levar a banda pela primeira vez à América do Norte e Latina. Após 80 concertos realizados, a turnê foi encerrada em 14 de agosto de 2014 na cidade de Falun, Suécia através do festival Sabaton Open Air.

## Antecedentes
Enquanto excursionavam com a turnê promocional do álbum ReVamp (2010), a vocalista Floor Jansen foi diagnosticada com a síndrome de burnout, fazendo com que a banda tivesse que cancelar uma etapa de shows na América Latina entre junho e julho de 2011, e na Europa entre setembro e outubro do mesmo ano como abertura do grupo Therion. A turnê só pôde ser continuada entre janeiro e maio do ano seguinte, e após isso a banda iniciou a produção do próximo disco, Wild Card. No entanto, os trabalhos tiveram que ser suspensos devido ao fato de Jansen ter se juntado à banda finlandesa Nightwish como vocalista interina para o restante das datas da Imaginaerum World Tour, substituindo a cantora Anette Olzon. A produção de Wild Card foi então continuada a partir de dezembro de 2012, e como forma de custear uma turnê para promovê-lo, o grupo iniciou uma campanha de financiamento coletivo online, que chegou a ultrapassar a marca de 15 mil euros estabelecidos.

## Desenvolvimento

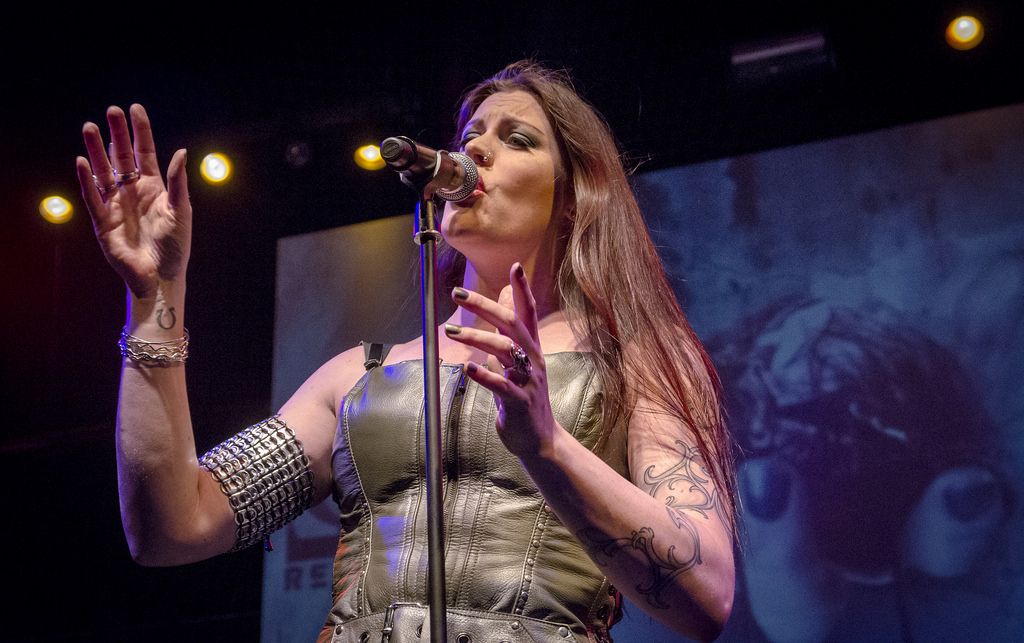
Jansen durante performance com a banda em São Paulo, Brasil em 20 de maio de 2014

A turnê estreou na noite de 31 de agosto de 2013 na cidade neerlandesa de Roermond, alguns dias após o lançamento do álbum Wild Card, sendo esta também a primeira apresentação ao vivo como o novo baixista Henk Vonk, que havia substituído Jaap Melman. Mais alguns concertos foram realizados nos Países Baixos e na Rússia em setembro, com os shows nas cidades de Dordrecht e Utrecht tendo a participação do vocalista Mark Jansen nas faixas "Disdain" e "Misery's No Crime", com a última também sido cantada por ele na versão em estúdio. Após isso, a banda se apresentou no Metal Female Voices Fest na Bélgica — um tradicional festival que reúne grandes nomes femininos da cena do metal europeu — sendo que nesta mesma ocasião, a vocalista Floor Jansen cantou em um dueto no set de Tarja Turunen, artista que encabeçou a última noite do evento.
Em seguida, o grupo excursionou com as bandas Kamelot e Tellus Requiem em uma etapa de 16 datas na Europa em novembro de 2013 intitulada Silverthorn Over Europe Tour. Jansen chegou ainda a performar a canção "The Haunting (Somewhere in Time)" no repertório do Kamelot em algumas noites. Após isso, o ReVamp realizou uma pequena série de shows nos Países Baixos e na Alemanha entre janeiro e fevereiro de 2014, com o suporte da banda My Propane, cujo Jord Otto também toca como guitarrista. Mais tarde em abril, a banda viajou pela primeira vez à América do Norte, onde tocou numa extensa turnê como abertura do grupo Iced Earth, e em maio também fez sua estreia na América Latina com uma série de shows ao lado de grupos como Semblant, Children of Bodom e Angra. A turnê foi então finalizada em 14 de agosto de 2014, após dois concertos em festivais da Inglaterra e Suécia, respectivamente.

## Repertório
O repertório abaixo é constituído do primeiro show da turnê, realizado em 31 de agosto de 2013 em Roermond, Países Baixos, não sendo representativo de todos os concertos.
1. "The Anatomy of a Nervous Breakdown: On the Sideline"
2. "The Anatomy of a Nervous Breakdown: The Limbic System"
3. "In Sickness 'Till Death Do Us Part: All Goodbyes Are Said"
4. "Wild Card"
5. "Kill Me with Silence"
6. "Precibus"
7. "I Can Become"
8. "Sweet Curse"
9. "Amendatory"
10. "Distorted Lullabies"
11. "Head Up High"
12. "Infringe"
13. "The Anatomy of a Nervous Breakdown: Neurasthenia"
14. "Here's My Hell"
15. "Misery's No Crime"
16. "Nothing"
17. "In Sickness 'Till Death Do Us Part: Disdain"
18. "Wolf and Dog"
19. "Sins" (bis)
20. "In Sickness 'Till Death Do Us Part: Disgraced" (bis)

- O cantor Mark Jansen performou com a banda as canções "Misery's No Crime" e "In Sickness 'Till Death Do Us Part: Disdain" em 6 e 7 de setembro de 2013.
- A canção "Million" foi tocada pela primeira vez na turnê em 17 de janeiro de 2014 em Breda, Países Baixos.
- A canção "I Lost Myself" foi tocadas pela primeira vez na turnê em 19 de maio de 2014 no Rio de Janeiro, Brasil.
- A canção "Energize Me", um cover de After Forever, foi tocada pela primeira vez na turnê em 23 de maio de 2014 em Belo Horizonte, Brasil.

## Datas
Todas as datas estão de acordo com o website oficial da banda.
| Data                                    | Cidade               | País             | Local                   | Ato de abertura                        |
| --------------------------------------- | -------------------- | ---------------- | ----------------------- | -------------------------------------- |
| Europa                                  |                      |                  |                         |                                        |
| 31 de agosto de 2013                    | Roermond             | Países Baixos    | ECI Cultuurfabriek      | –                                      |
| 6 de setembro de 2013                   | Dordrecht            | Países Baixos    | Bibelot                 | My Propane                             |
| 7 de setembro de 2013                   | Utrecht              | Países Baixos    | Tivoli                  | My Propane                             |
| 13 de setembro de 2013                  | Bergen op Zoom       | Países Baixos    | Gebouw-T                | My Propane                             |
| 20 de setembro de 2013                  | Moscou               | Rússia           | P!PL                    | –                                      |
| 21 de setembro de 2013                  | São Petersburgo      | Rússia           | Aurora Concert Hall     | –                                      |
| 20 de outubro de 2013                   | Lebbeke              | Bélgica          | Oktoberhallen           | –                                      |
| Silverthorn Over Europe Tour            |                      |                  |                         |                                        |
| 3 de novembro de 2013                   | Colônia              | Alemanha         | Essigfabrik             | Kamelot (ato principal) Tellus Requiem |
| 6 de novembro de 2013                   | Tampere              | Finlândia        | Pakkahuone              | Kamelot (ato principal) Tellus Requiem |
| 7 de novembro de 2013                   | Helsinque            | Finlândia        | Nosturi                 | Kamelot (ato principal) Tellus Requiem |
| 8 de novembro de 2013                   | Estocolmo            | Suécia           | Klubben                 | Kamelot (ato principal) Tellus Requiem |
| 9 de novembro de 2013                   | Oslo                 | Noruega          | Rockefeller Music Hall  | Kamelot (ato principal) Tellus Requiem |
| 11 de novembro de 2013                  | Hamburgo             | Alemanha         | Knust                   | Kamelot (ato principal) Tellus Requiem |
| 12 de novembro de 2013                  | Bochum               | Alemanha         | Matrix                  | Kamelot (ato principal) Tellus Requiem |
| 13 de novembro de 2013                  | Genk                 | Bélgica          | Rondpunt 26             | Kamelot (ato principal) Tellus Requiem |
| 15 de novembro de 2013                  | Tilburgo             | Países Baixos    | Poppodium 013           | Kamelot (ato principal) Tellus Requiem |
| 16 de novembro de 2013                  | Lausanne             | Suíça            | Les Docks               | Kamelot (ato principal) Tellus Requiem |
| 17 de novembro de 2013                  | Pratteln             | Suíça            | Z7 Konzertfabrik        | Kamelot (ato principal) Tellus Requiem |
| 18 de novembro de 2013                  | Frankfurt            | Alemanha         | Batschkapp              | Kamelot (ato principal) Tellus Requiem |
| 19 de novembro de 2013                  | Munique              | Alemanha         | Backstage Halle         | Kamelot (ato principal) Tellus Requiem |
| 21 de novembro de 2013                  | Trieste              | Itália           | Teatro Miela            | Kamelot (ato principal) Tellus Requiem |
| 22 de novembro de 2013                  | Bratislava           | Eslováquia       | Majestic Music Club     | Kamelot (ato principal) Tellus Requiem |
| 23 de novembro de 2013                  | Zlín                 | República Tcheca | Euronics Hall           | Kamelot (ato principal) Tellus Requiem |
|                                         |                      |                  |                         |                                        |
| 9 de janeiro de 2014                    | Arnhem               | Países Baixos    | Luxor Live              | My Propane                             |
| 10 de janeiro de 2014                   | Haarlem              | Países Baixos    | Patronaat               | My Propane                             |
| 17 de janeiro de 2014                   | Breda                | Países Baixos    | Mezz                    | My Propane                             |
| 18 de janeiro de 2014                   | Hengelo              | Países Baixos    | Poppodium Metropool     | My Propane                             |
| 25 de janeiro de 2014                   | Hoorn                | Países Baixos    | Manifesto               | My Propane                             |
| 7 de fevereiro de 2014                  | Leeuwarden           | Países Baixos    | Poppodium Romein        | My Propane                             |
| 13 de fevereiro de 2014                 | Haia                 | Países Baixos    | Paard van Troje         | My Propane                             |
| 15 de fevereiro de 2014                 | Lelystad             | Países Baixos    | Underground             | My Propane                             |
| 21 de fevereiro de 2014                 | Eindhoven            | Países Baixos    | Effenaar Kleine Zaal    | My Propane                             |
| 22 de fevereiro de 2014                 | Kerkrade             | Países Baixos    | Nieuwe Nor              | My Propane                             |
| 27 de fevereiro de 2014                 | Dortmund             | Alemanha         | FZW                     | My Propane                             |
| 28 de fevereiro de 2014                 | Aschafemburgo        | Alemanha         | Colos-Saal              | My Propane                             |
| América do Norte Worldwide Plagues Tour |                      |                  |                         |                                        |
| 4 de abril de 2014                      | Grand Rapids         | Estados Unidos   | The Intersection        | Iced Earth (ato principal) Sabaton     |
| 5 de abril de 2014                      | Milwaukee            | Estados Unidos   | The Rave                | Iced Earth (ato principal) Sabaton     |
| 6 de abril de 2014                      | Chicago              | Estados Unidos   | House of Blues          | Iced Earth (ato principal) Sabaton     |
| 7 de abril de 2014                      | Minneapolis          | Estados Unidos   | First Avenue            | Iced Earth (ato principal) Sabaton     |
| 9 de abril de 2014                      | Pittsburgh           | Estados Unidos   | Stage AE                | Iced Earth (ato principal) Sabaton     |
| 10 de abril de 2014                     | Columbus             | Estados Unidos   | Newport Music Hall      | Iced Earth (ato principal) Sabaton     |
| 11 de abril de 2014                     | Cleveland            | Estados Unidos   | Agora Ballroom          | Iced Earth (ato principal) Sabaton     |
| 12 de abril de 2014                     | Detroit              | Estados Unidos   | St. Andrews Hall        | Iced Earth (ato principal) Sabaton     |
| 14 de abril de 2014                     | Toronto              | Canadá           | Phoenix Concert Theatre | Iced Earth (ato principal) Sabaton     |
| 15 de abril de 2014                     | Quebec               | Canadá           | Imperial Theatre        | Iced Earth (ato principal) Sabaton     |
| 16 de abril de 2014                     | Montreal             | Canadá           | Corona Theatre          | Iced Earth (ato principal) Sabaton     |
| 17 de abril de 2014                     | Filadélfia           | Estados Unidos   | The Trocadero           | Iced Earth (ato principal) Sabaton     |
| 18 de abril de 2014                     | Nova York            | Estados Unidos   | Best Buy Theater        | Iced Earth (ato principal) Sabaton     |
| 19 de abril de 2014                     | Worcester            | Estados Unidos   | The Palladium           | Iced Earth (ato principal) Sabaton     |
| 21 de abril de 2014                     | West Springfield     | Estados Unidos   | Empire                  | Iced Earth (ato principal) Sabaton     |
| 23 de abril de 2014                     | Atlanta              | Estados Unidos   | The Masquerade          | Iced Earth (ato principal) Sabaton     |
| 24 de abril de 2014                     | Orlando              | Estados Unidos   | House of Blues          | Iced Earth (ato principal) Sabaton     |
| 25 de abril de 2014                     | Fort Lauderdale      | Estados Unidos   | Revolution              | Iced Earth (ato principal) Sabaton     |
| 26 de abril de 2014                     | São Petersburgo      | Estados Unidos   | State Theatre           | Iced Earth (ato principal) Sabaton     |
| 28 de abril de 2014                     | Houston              | Estados Unidos   | Scout Bar               | Iced Earth (ato principal) Sabaton     |
| 29 de abril de 2014                     | Dallas               | Estados Unidos   | Trees                   | Iced Earth (ato principal) Sabaton     |
| 1 de maio de 2014                       | Tempe                | Estados Unidos   | Club Red                | Iced Earth (ato principal) Sabaton     |
| 2 de maio de 2014                       | West Hollywood       | Estados Unidos   | House of Blues          | Iced Earth (ato principal) Sabaton     |
| 3 de maio de 2014                       | São Francisco        | Estados Unidos   | Slim's                  | Iced Earth (ato principal) Sabaton     |
| 5 de maio de 2014                       | Spokane              | Estados Unidos   | Knitting Factory        | Iced Earth (ato principal) Sabaton     |
| 6 de maio de 2014                       | Seattle              | Estados Unidos   | El Corazón              | Iced Earth (ato principal) Sabaton     |
| 7 de maio de 2014                       | Vancouver            | Canadá           | The Venue               | Iced Earth (ato principal) Sabaton     |
| 9 de maio de 2014                       | Edmonton             | Canadá           | The Starlite Room       | Iced Earth (ato principal) Sabaton     |
| 10 de maio de 2014                      | Calgary              | Canadá           | Republik                | Iced Earth (ato principal) Sabaton     |
| 11 de maio de 2014                      | Regina               | Canadá           | Riddell Centre          | Iced Earth (ato principal) Sabaton     |
| 12 de maio de 2014                      | Winnipeg             | Canadá           | Park Theatre            | Iced Earth (ato principal) Sabaton     |
| 14 de maio de 2014                      | Denver               | Estados Unidos   | The Summit Music Hall   | Iced Earth (ato principal) Sabaton     |
| 15 de maio de 2014                      | Albuquerque          | Estados Unidos   | Sunshine Theater        | Iced Earth (ato principal) Sabaton     |
| 16 de maio de 2014                      | Oklahoma City        | Estados Unidos   | Diamond Ballroom        | Iced Earth (ato principal) Sabaton     |
| América Latina                          |                      |                  |                         |                                        |
| 19 de maio de 2014                      | Rio de Janeiro       | Brasil           | Teatro Rival Petrobras  | –                                      |
| 20 de maio de 2014                      | São Paulo            | Brasil           | Clash Club              | –                                      |
| 21 de maio de 2014                      | Vitória da Conquista | Brasil           | Ibiza Hall              | –                                      |
| 23 de maio de 2014                      | Belo Horizonte       | Brasil           | Granfinos               | –                                      |
| 24 de maio de 2014                      | Curitiba             | Brasil           | Music Hall              | Semblant                               |
| 25 de maio de 2014                      | Porto Alegre         | Brasil           | Bull Pub                | –                                      |
| 27 de maio de 2014                      | Buenos Aires         | Argentina        | The Roxy                | –                                      |
| 28 de maio de 2014                      | Montevidéu           | Uruguai          | La Trastienda Club      | –                                      |
| 29 de maio de 2014                      | Santiago             | Chile            | Teatro Caupólican       | Children of Bodom (ato principal)      |
| 1 de junho de 2014                      | Bogotá               | Colômbia         | Teatro Las Vegas Nevada | Children of Bodom (ato principal)      |
| 3 de junho de 2014                      | Lima                 | Peru             | Discoteca Céntrica      | Angra (ato principal)                  |
| 5 de junho de 2014                      | Tijuana              | México           | TJ Art y Rock Cafe      | –                                      |
| 6 de junho de 2014                      | Cidade do México     | México           | Circo Volador           | Children of Bodom (ato principal)      |
| Europa 2                                |                      |                  |                         |                                        |
| 10 de agosto de 2014                    | Walton-on-Trent      | Inglaterra       | Catton Hall and Gardens | –                                      |
| 14 de agosto de 2014                    | Falun                | Suécia           | Lugnet                  | –                                      |

## Créditos
Banda
- Floor Jansen – vocais
- Arjan Rijnen – guitarra
- Jord Otto – guitarra
- Matthias Landes – bateria
- Ruben Wijga – teclado
- Henk Vonk – baixo

Músicos convidados
- Mark Jansen – vocais (em 6 e 7 de setembro de 2013)